# Comunión Tradicionalista (1975)
La Comunión Tradicionalista fue una organización política organizada en 1975 bajo el patrocinio de Sixto Enrique de Borbón-Parma. Afirmó ser continuadora de la anterior Comunión Tradicionalista leal a Javier de Borbón-Parma y fue legalizada en 1977. 
En el año 1986 se fusionó con los partidos Comunión Católico Monárquica y Unión Carlista para crear la actual Comunión Tradicionalista Carlista (CTC). Sin embargo, algunos seguidores de Sixto Enrique se separaron años después de esta formación y forman actualmente un grupo político distinto bajo el nombre de Comunión Tradicionalista.

## Historia

### Antecedentes
Tras la gran fractura en el movimiento carlista consagrada a raíz de los llamados Congresos del Pueblo Carlista entre 1970 y 1972, los tradicionalistas javieristas descontentos con la ideología izquierdista del Partido Carlista establecido bajo el liderazgo de Carlos Hugo de Borbón Parma, decidieron no integrarse en el mismo o fueron abandonándolo a principios de la década de 1970 para constituir diversos grupos. Unos se unieron a la Hermandad Nacional Monárquica del Maestrazgo (fundada en 1961) y en 1975 se constituyó la asociación política Unión Nacional Española, dirigida por José María Valiente y José Luis Zamanillo, que reconocería a Juan Carlos de Borbón como rey de una «monarquía tradicional, católica, social y representativa». Sin embargo, no pocos tradicionalistas recelaban de que Juan Carlos fuese a asumir los principios tradicionalistas. Otros grupos se habían separado ya del carlismo javierista años antes, como la Regencia Nacional y Carlista de Estella (formada en 1958) y el Centro de Estudios Históricos y Políticos General Zumalacárregui, fundado en 1963 por Francisco Elías de Tejada. 
A partir de julio de 1973 tuvieron lugar una serie de reuniones en el domicilio madrileño de José Arturo Márquez de Prado (quien había sido Delegado Nacional de Requetés hasta 1965) con el propósito de reorganizar la Comunión Tradicionalista. En la reunión del 8 de diciembre de 1973 una autoproclamada Junta Nacional de Requetés realizó una declaración señalando que asumía «la tarea de rehacer la Comunión Tradicionalista», afirmando alzarse contra el príncipe Carlos Hugo por haber «abandonado nuestra bandera». Dicho manifiesto, firmado por José Arturo Márquez de Prado, Hermenegildo García Llorente, José María Vázquez de Prada, Luis Ulloa Messeguer, Antonio Fernández Cortés y Federico Ferrando Sales (todos ellos antiguos dirigentes javieristas), afirmaba asimismo que enarbolando la bandera tradicionalista pretendían «la salvación de las esencias más entrañable de nuestra doctrina social y política, último baluarte desde el cual nos disponemos a librar la postrera batalla contra el marxismo, los totalitarismos de toda laya y el capitalismo anticristiano».

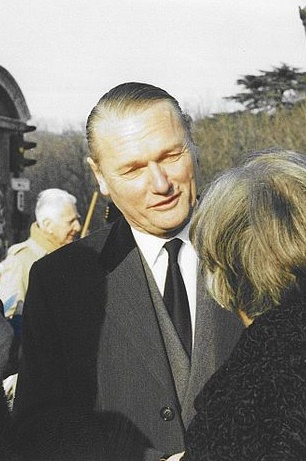
Sixto Enrique de Borbón.

En diciembre de 1974 el barón de Cárcer envió desde Valencia una carta a José Luis Zamanillo, José María Arauz de Robles y José María Valiente, reproducida íntegramente por el periódico Levante, en la que les solicitaba, al considerarles la «última autoridad de la Comunión» (pues Javier de Borbón Parma les había nombrado como tales cuando aún actuaba como regente), que reorganizasen la Comunión Tradicionalista para acabar con la desorientación entre los carlistas y unir a los diversos grupos que se habían formado para salvar los principios, como la Hermandad del Maestrazgo, la Regencia de Estella, el Centro de Estudios Zumalacárregui y los Círculos Vázquez de Mella y Aparisi y Guijarro, si bien pedía que se hiciese dentro del Movimiento Nacional y a las órdenes de Franco y del todavía Príncipe de España, Juan Carlos de Borbón. Dicha propuesta no fue acogida por ninguna de las tres personalidades y, de hecho, en febrero de 1975 Zamanillo participó en una reunión de antiguos tradicionalistas que determinó no reconstituir la Comunión Tradicionalista «porque nació en circunstancias que no son las de hoy», estableciendo en cambio una asociación social y regionalista leal a los «ideales del 18 de Julio».

### Organización y desarrollo
En el año 1975 se conformaría formalmente la nueva formación política con el nombre histórico de Comunión Tradicionalista, bajo Sixto Enrique de Borbón, hermano de Carlos Hugo, para mantener «la ortodoxia del carlismo». Los promotores de la Comunión reconstituida consideraban que Carlos Hugo, en quien Don Javier había abdicado ese año, aun siendo legítimo de origen, carecía de la legitimidad de ejercicio por haber abandonado los principios tradicionalistas.
En la segunda carta que una comisión de personalidades carlistas dirigieron a Carlos Hugo, escrita por Raimundo de Miguel, se declaraban libres de todo compromiso con el príncipe, por no compartir este «los principios doctrinales del Carlismo».
El 25 de septiembre de 1975 Sixto nombró a Juan Sáenz Díez Jefe Delegado de la organización, con la finalidad de reagrupar a todos los tradicionalistas españoles y de darles una estructura, reconstruyendo los cuadros y organizaciones.
La Comunión Tradicionalista organizó el 26 de abril de 1976 el acto del Quintillo en Sevilla que venían realizando los carlistas desde 1934. Después de aquel acto, que estuvo presidido por Sixto Enrique, con la intervención de Ángel Onrubia y Antonio Garzón Marín, se hizo pública una declaración de principios, afirmando que la Comunión proclamaba «la defensa de la independencia moral y política de España frente a toda internacional socialista o comunista», lamentando «las graves desviaciones doctrinales del príncipe don Carlos Hugo por su pública adscripción a la doctrina socialista». El manifiesto decía asimismo del príncipe don Sixto que «ha sabido mostrarse fiel al juramento prestado por su padre, don Javier, ante la tumba de don Alfonso Carlos, y sigue enarbolando con la Comunión Tradicionalista la bandera de Dios, Patria, Fueros y Rey».
Sin embargo, no todos los grupos tradicionalistas participaron en esta nueva Comunión, y parte de los que si lo hicieron empezarían a mostrar desconcierto y distancia respecto a las actuaciones políticas de Don Sixto tras los sucesos de Montejurra en 1976. Por ejemplo, la revista Asturias Semanal señalaba en relación con los tradicionalistas asturianos, que «se determinaban antes de los sucesos de Montejurra por Sixto de Borbón, pero la mayoría vacila tras los homicidios habidos».
En febrero de 1977 se celebró en Madrid una asamblea constitutiva de la Comunión Tradicionalista, reconocida legalmente como asociación política continuadora de la trayectoria histórica del carlismo. En dicha asamblea se aprobó un esquema ideológico en desarrollo del lema «Dios, Patria, fueros y rey» y quedó designada una Junta de gobierno constituida por Juan Sáenz-Díez, Ignacio Laviada, Juan Antonio de Olazábal, Raimundo de Miguel, Ángel Onrubia, José Arturo Márquez de Prado, Domingo Fal Macías, Antonio Garzón, José Antonio Cabrero, Ignacio Toca, Guillermo Padura, Cruz María Baleztena, Federico Ferrando y José Cabrero Abascal. No obstante, el proceso de legalización no estuvo exento de diversas críticas. Desde el tradicionalismo valenciano afirmaron que la legalización de la Comunión Tradicionalista representada por Juan Sáenz-Díez, José Luis Zamanillo y Antonio María de Oriol, significaba «un intento evidente de mediatización del carlismo», señalando que Zamanillo y Oriol eran promotores y miembros de Unión Nacional Española y que no habían pertenecido jamás a la Junta Nacional reorganizadora de la Comunión Tradicionalista, por entender la mayoría de sus miembros que dichos señores habían optado desde hacía tiempo y voluntariamente «por someterse a disciplinas e intereses incompatibles con el carlismo».
Con motivo de los actos de Montejurra de 1977 la Comunión Tradicionalista en un comunicado público afirmó que esperaba que el Gobierno prohibiera su celebración, de manera que se impidiera «que un lugar de tan clara significación carlista, en el que se va a rezar por los requetés muertos frente al separatismo y al marxismo, sea profanado con la presencia de fuerzas disgregadoras, con sus «ikurriñas» y puños en alto». En una nota de prensa emitida en julio ese mismo año, la Comunión Tradicionalista acusaba a Carlos Hugo de haber dirigido la colaboración con Franco en los últimos años de la década de los cincuenta y primeros de la de los sesenta.
La Comunión Tradicionalista no se presentó oficialmente a las elecciones generales de 1977, aunque autorizó a sus miembros a que llegasen a acuerdos con los partidos o coaliciones que coincidiesen en los planteamientos de la Comunión. En Navarra, se integró en la Alianza Nacional 18 de Julio, con la que se presentó para el Senado el carlista Francisco Javier Lizarza Inda, que obtuvo solamente 788 votos, superados ampliamente por las candidaturas foralistas y las de los carloshuguistas, que se presentaron bajo las siglas «Montejurra, Fueros-Autonomía, Socialismo-Autogestión», aunque estos últimos tampoco obtuvieron diputado ni senador alguno. No obstante, la CT también presentó una candidatura propia: la de Jesús Evaristo Casariego al Senado por Oviedo, que obtuvo más de 20.000 votos. Pocos meses después se convocaron en Asturias unas elecciones parciales al Senado para cubrir una vacante en las que Casariego también fue candidato de la CT.
En 1977 fue creada también la Agrupación de Juventudes Tradicionalistas por un sector afín a Sixto de Borbón. La Comunión Tradicionalista pidió votar no a la Constitución española de 1978 junto con otras fuerzas de extrema derecha que calificaron el texto constitucional como peligroso para «la unidad nacional, la religión y la moral, la integridad de la familia, la educación cristiana, la armonía de las empresas, la seguridad del trabajo y del salario y el nivel de vida del pueblo español».
Ante el asesinato por ETA en Ondárroa de José María Arrizabalaga, jefe de la Juventud Tradicionalista de Vizcaya, José Arturo Márquez de Prado, Jefe Nacional de Requetés, y Guillermo de Padura, secretario general de la Comunión Tradicionalista, emitieron una nota de prensa en la que aseguraban que «ante la ineficacia de un Gobierno que no puede garantizar la vida de los ciudadanos, la sociedad tiene el derecho de actuar en legítima defensa» y que «la Comunión Tradicionalista Carlista y los requetés en ella encuadrados no tolerarán ni una provocación más».
La Comunión Tradicionalista se presentó a las elecciones generales de 1979 junto con Fuerza Nueva en la coalición Unión Nacional, obteniendo un diputado. Durante los años de la Transición española y en el marco de esta alianza con fuerzas franquistas, representantes de la Comunión Tradicionalista participaron como oradores en diversos mítines, especialmente en las multitudinarias concentraciones de la plaza de Oriente de Madrid con motivo del 20N, que en el año 1980 llegó a congregar a un millón de personas. No obstante, la coalición Unión Nacional se deshizo al cabo de poco tiempo dada la heterogeneidad de sus integrantes y ninguno de los partidos que la integraban lograría posteriormente representación parlamentaria.

### Integración en la Comunión Tradicionalista Carlista
Entre los días 1 y 3 de mayo de 1981, en El Escorial fue celebrada una reunión de 63 tradicionalistas críticos con Sixto «para tratar sobre la acefalia de la Comunión Tradicionalista del momento y la carencia de autoridad legítima».
Tras haberse producido nuevos nombramientos en la dirección de la Comunión Tradicionalista a espaldas de Sixto, en mayo de 1984 el abanderado manifestó a través de un telegrama —en respuesta a unas condolencias por la muerte de su sobrino— que no reconocía ninguna jefatura que no hubiera sido nombrada por él, y designó para contestarle al valenciano Carlos Cort Pérez-Caballero, residente en Barcelona.
Durante los primeros años 80 hubo diversas negociaciones entre distintas fracciones que fructificaron con la celebración en mayo de 1986 en El Escorial del llamado Congreso de la Unidad Carlista. En dicho congreso se unieron diversos partidos —Comunión Tradicionalista, Comunión Católico Monárquica y Unión Carlista— bajo el nombre de Comunión Tradicionalista Carlista (CTC), uno de los nombres que venía usando la Comunión Tradicionalista. A efectos legales no fue creada una nueva asociación sino que los diversos grupos se integraron en la Comunión Tradicionalista y los dirigentes del nuevo partido se limitaron a modificar en el Registro de Partidos Políticos del Ministerio de Interior la denominación oficial de la entidad constituida legalmente en 1977.

### Comunión Tradicionalista (2001)
Aunque los principales núcleos provinciales de la anterior Comunión Tradicionalista (en Valencia, Sevilla, Madrid, etc.) permanecieron en la disciplina de la nueva Comunión Tradicionalista Carlista, en el año 2000 se separaron de ella algunos carlistas vinculados disconformes con la evolución del nuevo partido que, encabezados por Sixto Enrique de Borbón, formaron una agrupación separada con el nombre de Comunión Tradicionalista, bajo la jefatura delegada de Rafael Gambra. Esta organización se proclama defensora del catolicismo tradicional, reclama la continuidad de la Comunión Tradicionalista histórica y se declara leal a Sixto de Borbón como «Príncipe Regente» y «Abanderado de la Tradición».
Aunque la CTC asegura que mantiene el registro legal del nombre «Comunión Tradicionalista», los sixtinos afirman que son ellos los continuadores de esta agrupación, pues afirman que se había organizado en 1975 (antes de su legalización) bajo el amparo y liderazgo de este príncipe.
Miguel Ayuso Torres sucedió a Rafael Gambra, y posteriormente Sixto nombró jefe delegado a José Miguel Gambra Gutiérrez, quien ha acusado a «la supuesta CTC» de mantener públicamente una ideología política equiparable a «la de un neo parroquial satisfecho con rechazar parcialmente el laicismo gubernamental y con presentar como una elección respetable los principios carlistas».